# L'uomo del West
L'uomo del West (The Westerner) è un film del 1940 diretto da William Wyler.

## Trama
Cole Hardin si reca nella piccola città texana di Vinegaroon, governata dall'autoproclamato giudice di pace Roy Bean, che emette le sue sentenze direttamente nel suo saloon. L'innocente Hardin è sospettato di cavalcare un cavallo rubato; per guadagnare tempo, fa finta di conoscere l'attrice Lily Langtry, per la quale Roy Bean ha un debole. La sua condanna a morte viene così sospesa, a condizione che riesca a ottenere una ciocca dei capelli della donna. Il tempo guadagnato permette a Hardin di catturare il vero colpevole.
L'uomo fa poi la conoscenza della figlia del contadino Jane Ellen Mathews, di cui si innamora e che lo mette al corrente delle dispute tra i proprietari di ranch e i contadini. Hardin porta a Bean, che nella vicenda parteggia per gli allevatori, l'agognata ciocca di capelli, che in realtà viene però da Jane. Quando gli allevatori cercano di linciare Roy Bean, Cole interviene e lo impedisce. Tuttavia, non può convincere Bean di assecondarlo nella ricerca di una soluzione pacifica del conflitto, e perciò i due diventano avversari.
Quando i campi di mais vanno in fiamme e il padre di Jane muore, Hardin viene eletto sceriffo, con il compito di arrestare il giudice. L'arresto a Vinegaroon, ribattezzato Langtry, è impossibile, ma un'opportunità si presenta quando Bean si reca al vicino Fort Davis per vedere Lily Langtry, dove riserva un intero teatro e attende con impazienza la sua apparizione. Quando si alza il sipario, invece della donna si presenta Cole Hardin. C'è uno scontro a fuoco. Cole Hardin porta Roy Bean, ferito a morte, da Lily Langtry, dove l'uomo muore.

## Premi
Il film ha permesso a Walter Brennan di aggiudicarsi il Premio Oscar 1941 per il migliore attore non protagonista.

## Produzione
Il film, prodotto dalla Samuel Goldwyn Company, venne girato nei dintorni di Tucson, in Arizona .

## Distribuzione
Distribuito dall'United Artists, il film venne presentato contemporaneamente in prima il 18 settembre 1940 in due città del Texas, Fort Worth e Dallas. Uscì nelle sale statunitensi il 20 settembre e a New York fu distribuito il 24 ottobre.